# 联发镇
联发镇，是中华人民共和国黑龙江省绥化市海伦市下辖的一个镇。
2017年9月13日，黑龙江省民政厅批复同意撤销联发乡，设立联发镇。

## 行政区划
联发镇下辖以下地区：
联发村、百兴村、百利村、百斗村、百发村、百强村、百华村、百富村、百荣村和百进村。